# Elecciones municipales de 2003 en Barcelona
Las elecciones municipales de 2003 se celebraron en Barcelona el domingo 25 de mayo, de acuerdo con el Real Decreto de convocatoria de elecciones locales en España dispuesto el 31 de marzo de 2003 y publicado en el Boletín Oficial del Estado el día 1 de abril. Se eligieron los 41 concejales del Consejo Municipal del Ayuntamiento de Barcelona a través de un sistema proporcional (método d'Hondt), con listas cerradas y un umbral electoral del 5 %.

## Resultados
Los resultados completos se detallan a continuación:
| Candidatura                                  | Candidatura                                                                                   | Votos     | %                               | Concejales                      |
| -------------------------------------------- | --------------------------------------------------------------------------------------------- | --------- | ------------------------------- | ------------------------------- |
|                                              | Partit dels Socialistes de Catalunya (PSC-PSOE)                                               | 254 223   | 33,60                           | 15                              |
|                                              | Convergència i Unió (CiU)                                                                     | 162 010   | 21,41                           | 9                               |
|                                              | Partido Popular (PP)                                                                          | 121 991   | 16,12                           | 7                               |
|                                              | Esquerra Republicana de Catalunya-Acord Municipal (ERC-AM)                                    | 96 868    | 12,80                           | 5                               |
|                                              | Iniciativa per Catalunya Verds-Esquerra Alternativa-Entesa pel Progrés Municipal (ICV-EA-EPM) | 91 286    | 12,07                           | 5                               |
| Els Verds-Ecopacifistes de Catalunya (EV-EC) | Els Verds-Ecopacifistes de Catalunya (EV-EC)                                                  | 5449      | 0,72                            | 0                               |
| Els Verds i Més (VIM)                        | Els Verds i Més (VIM)                                                                         | 3955      | 0,52                            | 0                               |
| Els Verds-Alternativa Verda (EV-AV)          | Els Verds-Alternativa Verda (EV-AV)                                                           | 3209      | 0,42                            | 0                               |
| Una Altra Democràcia És Possible (UADEP)     | Una Altra Democràcia És Possible (UADEP)                                                      | 1143      | 0,15                            | 0                               |
| Escons Insubmisos (EI)                       | Escons Insubmisos (EI)                                                                        | 731       | 0,10                            | 0                               |
| La Falange (FE)                              | La Falange (FE)                                                                               | 604       | 0,08                            | 0                               |
| Estat Català (EC)                            | Estat Català (EC)                                                                             | 582       | 0,08                            | 0                               |
| Centro Democrático y Social (CDS)            | Centro Democrático y Social (CDS)                                                             | 539       | 0,07                            | 0                               |
| Partit Humanista de Catalunya (PHC)          | Partit Humanista de Catalunya (PHC)                                                           | 503       | 0,07                            | 0                               |
| Plataforma per Catalunya (PxC)               | Plataforma per Catalunya (PxC)                                                                | 333       | 0,04                            | 0                               |
| Lluita Internacionalista (LIT-CI)            | Lluita Internacionalista (LIT-CI)                                                             | 264       | 0,03                            | 0                               |
| Estado Nacional Europeo (N)                  | Estado Nacional Europeo (N)                                                                   | 198       | 0,03                            | 0                               |
| Votos en blanco                              | Votos en blanco                                                                               | 12 679    | 1,68                            | n/a                             |
| Votos válidos                                | Votos válidos                                                                                 | 756 567   | 100,00                          | 41                              |
| Votos nulos                                  | Votos nulos                                                                                   | 2630      | Participación: \| \| 59,22 % \| | Participación: \| \| 59,22 % \| |
| Votantes                                     | Votantes                                                                                      | 758 870   | Participación: \| \| 59,22 % \| | Participación: \| \| 59,22 % \| |
| Electores                                    | Electores                                                                                     | 1 281 534 | Participación: \| \| 59,22 % \| | Participación: \| \| 59,22 % \| |
|                                              | 59,22 %                                                                                       |           |                                 |                                 |

## Concejales electos
Relación de concejales electos:
| N.º | Nombre                                 | Lista | Lista      |
| --- | -------------------------------------- | ----- | ---------- |
| 1   | Joan Clos i Matheu                     |       | PSC-PSOE   |
| 2   | Xavier Trias i Vidal de Llobatera      |       | CiU        |
| 3   | Francesc Xavier Casas i Masjoan        |       | PSC-PSOE   |
| 4   | Alberto Fernández Díaz                 |       | PP         |
| 5   | Jordi Portabella i Calvete             |       | ERC-AM     |
| 6   | Immaculada Mayol Beltran               |       | ICV-EA-EPM |
| 7   | Marina Subirats i Martori              |       | PSC-PSOE   |
| 8   | Joan Puigdollers i Fargas              |       | CiU        |
| 9   | Ernest Maragall i Mira                 |       | PSC-PSOE   |
| 10  | Ángeles Esteller Ruedas                |       | PP         |
| 11  | Sònia Recasens i Alsina                |       | CiU        |
| 12  | Núria Carrera i Comes                  |       | PSC-PSOE   |
| 13  | Jaume Oliveras i Maristany             |       | ERC-AM     |
| 14  | Eugeni Forradellas Bombardó            |       | ICV-EA-EPM |
| 15  | José I. Cuervo i Argudin               |       | PSC-PSOE   |
| 16  | Jordi Cornet i Serra                   |       | PP         |
| 17  | Jaume Ciurana i Llevadot               |       | CiU        |
| 18  | Maravillas Rojo i Torrecilla           |       | PSC-PSOE   |
| 19  | Magdalena Oranich i Solagran           |       | CiU        |
| 20  | Pilar Vallugera i Balañà               |       | ERC-AM     |
| 21  | Ferran Mascarell i Canalda             |       | PSC-PSOE   |
| 22  | Emma Balseiro Carreiras                |       | PP         |
| 23  | Ricard Josep Gomà Carmona              |       | ICV-EA-EPM |
| 24  | Jordi Hereu i Boher                    |       | PSC-PSOE   |
| 25  | Joaquim Forn i Chiariello              |       | CiU        |
| 26  | M. Asunción Escarp i Gibert            |       | PSC-PSOE   |
| 27  | María Caridad Mejías Sánchez           |       | PP         |
| 28  | Xavier Florensa i Cantons              |       | ERC-AM     |
| 29  | Joana Ma Ortega i Alemany              |       | CiU        |
| 30  | Francisco Narváez i Pazos              |       | PSC-PSOE   |
| 31  | Elsa Blasco Riera                      |       | ICV-EA-EPM |
| 32  | Pere Alcober i Solanas                 |       | PSC-PSOE   |
| 33  | Xavier Basso i Roviralta               |       | PP         |
| 34  | Teresa Ma Fandos i Payà                |       | CiU        |
| 35  | Catalina Carreras-Moysi i Carles-Tolrà |       | PSC-PSOE   |
| 36  | Ricard Martínez i Monteagudo           |       | ERC-AM     |
| 37  | Ignasi Fina Sanglas                    |       | ICV-EA-EPM |
| 38  | M. Immaculada Moraleda i Pérez         |       | PSC-PSOE   |
| 39  | Eduard García i Plans                  |       | CiU        |
| 40  | Alberto Villagrasa Gil                 |       | PP         |
| 41  | Carles Martí i Jufresa                 |       | PSC-PSOE   |

## Investidura de los alcaldes
Durante esta legislatura hubo dos investiduras la de Joan Clos al concluir las elecciones y la de Jordi Hereu cuando Clos dejó el cargo de alcalde en septiembre de 2006 cuando fue nombrado ministro de industria del gobierno de España.

### Primera investidura
En la votación de investidura del nuevo alcalde, celebrada el 14 de junio de 2003 en la sesión constitutiva del nuevo pleno municipal, Joan Clos (alcalde saliente y candidato del PSC-PSOE), recibió 25 votos de concejales de los 15 concejales del PSC-PSOE, de los 5 de ICV-EUiA-EPM y de los 5 de ERC-AM, mientras que el resto de los grupos municipales votaron por sus propios líderes.
|  | 60.98 % |

|  | 21.95 % |

|  | 17.07 % |

|  | 100 % |

|  | 100 % |

### Segunda investidura
La segunda investidura ocurrió el 8 de septiembre de 2006 para investir a Jordi Hereu y los apoyos fueron los mismos.
|  | 60.98 % |

|  | 21.95 % |

|  | 17.07 % |

|  | 100 % |

|  | 100 % |